# Hoosac Tunnel and Wilmington Railroad
| Streckenlänge: | 40 km                |                                                         |                                                         |
| Spurweite: | 1435 mm (Normalspur) |                                                         |                                                         |
| |                      |                                                         |                                                         |
| Gleise: | 1                    |                                                         |                                                         |
| \| \| \| \| \| \| \| \| von Troy \| \| \| \| \| nach Greenfield \| \| \| \| 0 \| Hoosac-Tunnel MA (Keilbahnhof) \| Hoosac-Tunnel MA (Keilbahnhof) \| \| \| \| Strecke überflutet durch den unteren Bear-Swamp-Stausee \| \| \| \| \| Logan's MA \| \| \| \| \| Heywood's MA \| \| \| \| 11½ \| Monroe Bridge MA \| Monroe Bridge MA \| \| \| \| Massachusetts/Vermont \| \| \| \| 14½ \| Sherman VT \| Sherman VT \| \| \| \| Deerfield River \| \| \| \| 17½ \| Readsboro VT (neuer und alter Bf. bis 1913) \| Readsboro VT (neuer und alter Bf. bis 1913) \| \| \| \| (Streckenverlegung 1922) \| \| \| \| \| Deerfield River \| \| \| \| \| Strecke überflutet durch den Harriman-Stausee \| \| \| \| 24 \| Whitingham VT \| Whitingham VT \| \| \| \| \| \| \| \| 27½ \| Hagers VT (Spitzkehre) \| Hagers VT (Spitzkehre) \| \| \| 30½ \| Jacksonville VT \| Jacksonville VT \| \| \| 35½ \| Mountain Mills VT \| Mountain Mills VT \| \| \| \| Deerfield River (Deerfield River Railroad) \| \| \| \| \| \| \| \| \| 35½ \| Mountain Mills VT (Spitzkehre) \| Mountain Mills VT (Spitzkehre) \| \| \| \| Deerfield River Railroad (Waldbahn) \| \| \| \| \| Deerfield River (westlicher Zweig) \| \| \| \| \| Deerfield River (nördlicher Zweig) \| \| \| \| \| (Ende Streckenverlegung) \| \| \| \| 40 \| Wilmington VT \| Wilmington VT \| |                      |                                                         |                                                         |
| |                      |                                                         |                                                         |
| Strecke |                      | von Troy                                                | von Troy                                                |
| Abzweig ehemals geradeaus und nach rechts |                      | nach Greenfield                                         | nach Greenfield                                         |
| Bahnhof (Strecke außer Betrieb) | 0                    | Hoosac-Tunnel MA (Keilbahnhof)                          | Hoosac-Tunnel MA (Keilbahnhof)                          |
| Strecke (außer Betrieb) (im Tunnel) |                      | Strecke überflutet durch den unteren Bear-Swamp-Stausee | Strecke überflutet durch den unteren Bear-Swamp-Stausee |
| Haltepunkt / Haltestelle (Strecke außer Betrieb) (im Tunnel) |                      | Logan's MA                                              | Logan's MA                                              |
| Haltepunkt / Haltestelle (Strecke außer Betrieb) |                      | Heywood's MA                                            | Heywood's MA                                            |
| Bahnhof (Strecke außer Betrieb) | 11½                  | Monroe Bridge MA                                        | Monroe Bridge MA                                        |
| Grenze (Strecke außer Betrieb) |                      | Massachusetts/Vermont                                   | Massachusetts/Vermont                                   |
| Haltepunkt / Haltestelle (Strecke außer Betrieb) | 14½                  | Sherman VT                                              | Sherman VT                                              |
| Abzweig geradeaus, nach links und von links (Strecke außer Betrieb) · Strecke von rechts (außer Betrieb) |                      | Deerfield River                                         | Deerfield River                                         |
| Bahnhof (Strecke außer Betrieb) · Kopfbahnhof Streckenende (Strecke außer Betrieb) | 17½                  | Readsboro VT (neuer und alter Bf. bis 1913)             | Readsboro VT (neuer und alter Bf. bis 1913)             |
| Abzweig geradeaus und nach links (Strecke außer Betrieb) · Strecke von rechts (außer Betrieb) |                      | (Streckenverlegung 1922)                                | (Streckenverlegung 1922)                                |
| Strecke (außer Betrieb) · Brücke über Wasserlauf (Strecke außer Betrieb) |                      | Deerfield River                                         | Deerfield River                                         |
| Strecke (außer Betrieb) (im Tunnel) · Strecke (außer Betrieb) |                      | Strecke überflutet durch den Harriman-Stausee           | Strecke überflutet durch den Harriman-Stausee           |
| Bahnhof (Strecke außer Betrieb) (im Tunnel) · Bahnhof (Strecke außer Betrieb) | 24                   | Whitingham VT                                           | Whitingham VT                                           |
| Strecke (außer Betrieb) (im Tunnel) · Abzweig geradeaus und von links (Strecke außer Betrieb) · Strecke von rechts (außer Betrieb) |                      |                                                         |                                                         |
| Strecke (außer Betrieb) (im Tunnel) · Kopfbahnhof Streckenende (Strecke außer Betrieb) · Strecke (außer Betrieb) | 27½                  | Hagers VT (Spitzkehre)                                  | Hagers VT (Spitzkehre)                                  |
| Haltepunkt / Haltestelle (Strecke außer Betrieb) (im Tunnel) · Strecke (außer Betrieb) | 30½                  | Jacksonville VT                                         | Jacksonville VT                                         |
| Bahnhof (Strecke außer Betrieb) (im Tunnel) · Strecke (außer Betrieb) | 35½                  | Mountain Mills VT                                       | Mountain Mills VT                                       |
| Abzweig geradeaus und nach links (Strecke außer Betrieb) (im Tunnel) · Abzweig geradeaus und von rechts (Strecke außer Betrieb) |                      | Deerfield River (Deerfield River Railroad)              | Deerfield River (Deerfield River Railroad)              |
| Strecke (außer Betrieb) (im Tunnel) · Strecke von links (außer Betrieb) · Abzweig geradeaus und von rechts (Strecke außer Betrieb) |                      |                                                         |                                                         |
| Strecke (außer Betrieb) (im Tunnel) · Strecke (außer Betrieb) · Bahnhof (Strecke außer Betrieb) | 35½                  | Mountain Mills VT (Spitzkehre)                          | Mountain Mills VT (Spitzkehre)                          |
| Strecke (außer Betrieb) (im Tunnel) · Strecke (außer Betrieb) · Strecke nach links (außer Betrieb) |                      | Deerfield River Railroad (Waldbahn)                     | Deerfield River Railroad (Waldbahn)                     |
| Strecke (außer Betrieb) (im Tunnel) · Brücke über Wasserlauf (Strecke außer Betrieb) |                      | Deerfield River (westlicher Zweig)                      | Deerfield River (westlicher Zweig)                      |
| Strecke (außer Betrieb) (im Tunnel) · Brücke über Wasserlauf (Strecke außer Betrieb) |                      | Deerfield River (nördlicher Zweig)                      | Deerfield River (nördlicher Zweig)                      |
| Abzweig geradeaus und von links (Strecke außer Betrieb) · Strecke nach rechts (außer Betrieb) |                      | (Ende Streckenverlegung)                                | (Ende Streckenverlegung)                                |
| Kopfbahnhof Streckenende (Strecke außer Betrieb) | 40                   | Wilmington VT                                           | Wilmington VT                                           |

Die Hoosac Tunnel and Wilmington Railroad (HTW, HT&W) ist eine ehemalige Eisenbahngesellschaft in Massachusetts und Vermont (Vereinigte Staaten). Sie bestand als eigenständige Gesellschaft von 1886 bis 1971. Sie betrieb die Bahnstrecke Hoosac-Tunnel–Wilmington.

## Geschichte
Zunächst gründete man 1884 die Deerfield Valley Railroad in Vermont. Sie baute im folgenden Jahr eine Eisenbahnstrecke in der Spurweite von drei Fuß (914 mm) vom Hoosac-Tunnel im Norden von Massachusetts etwa 17 Kilometer durch das Tal des Deerfield River bis nach Readsboro (Vermont), die am 4. Juli 1885 eröffnet wurde. Am 28. Dezember 1886 wurde die Hoosac Tunnel and Wilmington Railroad gegründet und erwarb den in Massachusetts liegenden Streckenteil. Den restlichen Abschnitt pachtete sie von der Deerfield Valley Railroad. Die Strecke wurde durch die Deerfield River Railroad am 4. November 1891 um weitere 23 Kilometer bis nach Wilmington verlängert. In Readsboro entstand zunächst ein Kopfbahnhof. Erst am 1. Januar 1892 fusionierten die drei Gesellschaften. Von 1908 bis 1914 wurden etwa 50 Kilometer Waldbahnen vom Bahnhof Mountain Mills kurz vor Wilmington ins Tal des westlichen Deerfield River gebaut, die ebenfalls 914 Millimeter Spurweite hatten.
1911 staute man den Deerfield River, die Bahn transportierte Personal und Baumaterial zum neuen Somerset-Staudamm. Man erkannte die Unzulänglichkeit des schmalspurigen Betriebs und verkündete daher im Juli 1912, die Bahn auf Normalspur umzubauen. Dieser Umbau war am 2. August 1913 abgeschlossen. Gleichzeitig wurde in Readsboro ein neuer Durchgangsbahnhof in einer engen Kurve gebaut. Dadurch fiel das zeitraubende Umladen der Transportgüter auf dem Bahnhof Hoosac Tunnel sowie das Umsetzen des Zugs in Readsboro weg. Nicht betroffen waren die Waldbahnen, die weiterhin schmalspurig blieben und wo die Lokomotiven und Güterwagen der Schmalspurbahn weiterhin eingesetzt werden konnten. 1924 errichtete die New England Power Company, die 1920 die Bahngesellschaft erworben hatte, einen weiteren Staudamm, den Harriman-Staudamm. Dieser Bau zwang die Bahngesellschaft, ihre Strecke 1922 im nördlichen Abschnitt höher zu legen, da das Tal durch den entstehenden Stausee überflutet wurde. Dabei mussten zwischen Whitingham und Mountain Mills zwei Spitzkehren angelegt werden, um den Höhenunterschied zu überwinden, was die Fahrzeit wieder verlängerte.
Im November 1927 zerstörte eine Überschwemmung hervorgerufen durch den Neuengland-Hurrikan 1927 Teile der Bahnstrecke, unter anderem die Jochbrücke über den Deerfield River kurz vor Wilmington. Der Personenverkehr auf der Strecke wurde durch einen Schienenersatzverkehr mit Omnibussen ersetzt und nie wieder aufgenommen. Die Strecke wurde notdürftig repariert und erst 1929 wiedereröffnet. Am 18. März 1936 wurde die Brücke erneut durch eine Flut zerstört. Die Bahngesellschaft wurde an einen privaten Investor, die H.E. Salzberg Company, verkauft. Die Orte und ortsansässigen Betriebe versuchten, einen Wiederaufbau der Gesamtstrecke zu erreichen, die Interstate Commerce Commission genehmigte am 3. Dezember 1937 jedoch die Stilllegung des Abschnitts Readsboro–Wilmington. Der übrige Streckenabschnitt von Hoosac Tunnel nach Readsboro wurde 1938 an die Pinsly Railroad Company verkauft und im selben Jahr wiedereröffnet.
1949 stellte die Bahngesellschaft den Dampfbetrieb ein und setzte Diesellokomotiven auf der Strecke ein. Als 1971 ein weiterer Staudamm für den Bear-Swamp-Stausee gebaut werden sollte, hätte die Bahnstrecke erneut verlegt werden müssen. Die Bahngesellschaft entschied, aus Kostengründen darauf zu verzichten und legte die Strecke am 13. Oktober 1971 still. Sie wurde durch den Stausee oberhalb des Bahnhofs Hoosac Tunnel überschwemmt.

## Fahrzeuge
Im Geschäftsjahr 1909/10
verfügte die noch schmalspurige Bahn über sechs Dampfloks, fünf Personenwagen, zwei Gepäckwagen sowie 115 Güterwagen.

## Personenverkehr
Der Fahrplan vom 23. Juni 1913, der letzte offizielle Fahrplan vor der Umspurung, sah zwei tägliche gemischte Zugpaare vor, die für die Strecke Hoosac Tunnel–Wilmington zwischen 73 und 90 Minuten benötigten. In Hoosac Tunnel bestand teilweise Anschluss in Richtung Boston und Albany.
Nach dem Fahrplan vom 25. September 1933 gab es damals bereits keinen Personenverkehr mehr auf der Strecke, sondern es fuhren an Werktagen zwei Busse im Schienenersatzverkehr, die für die Fahrt von Hoosac Tunnel nach Wilmington etwa 100 Minuten benötigten, also deutlich länger als der Zug benötigte.
Im Fahrplan vom August 1964 ist nur noch der Abschnitt bis Readsboro für den Güterverkehr enthalten, darunter als Anbindung zur Yankee Atomic Electric Co.